# Mixteco del sur bajo
El mixteco del sur bajo (mixteco: sahìn sàu, pronunciación: [saʔ˧ĩ˨ sa˨u˧], "lengua o discurso de la lluvia") es una lengua mixteca que se habla en la La Mixteca oaxaqueña.

## Distribución geográfica
El mixteco del sur bajo se habla en varias localidades de los municipios oaxaqueños de Chalcatongo de Hidalgo, San Miguel el Grande y Santa María Yolotepec.

## Fonología
En los siguientes cuadros se presentan los fonemas del mixteco del sur bajo.

### Vocales
|         | Anterior | Central | Posterior |
| ------- | -------- | ------- | --------- |
| Cerrada | i ĩ      | ɨ ɨ̃     | u ũ       |
| Media   | e (ẽ)    |         | o (õ)     |
| Abierta |          | a ã     |           |

### Cualidad de las vocales
El mixteco del sur bajo posee 6 vocales de base, cada una de esta vocales pueden ser nasales [ã]. También existe contraste entre vocales cortas [a] y largas [aː]. Esta lengua cuenta, además, con vocales glotalizadas [aʔ] y [aʔa].

### Consonantes
|                    | Bilabial | Alveolar | Postalveolar | Retrofleja | Palatal | Velar | Labiovelar | Glotal |
| ------------------ | -------- | -------- | ------------ | ---------- | ------- | ----- | ---------- | ------ |
| Oclusiva           | b        | t d (ð)  |              |            |         | k     | kʷ         | ʔ      |
| Oclusiva prenasal  |          | nd       |              |            |         | (ŋɡ)  |            |        |
| Fricativa          |          | s        | ʃ ʒ          | (ʂ)        |         | x     | sw         |        |
| Fricativa prenasal |          |          | (nʒ)         |            |         |       |            |        |
| Africada           |          |          | t͡ʃ           |            |         |       |            |        |
| Africada prenasal  |          |          | (nt͡ʃ)        |            |         |       |            |        |
| Nasal              | m        | n        |              |            | ɲ       |       |            |        |
| Vibrante simple    |          | ɾ        |              |            |         |       |            |        |
| Lateral            |          | l        |              |            |         |       |            |        |
| Aproximante        |          |          |              |            |         |       | w          |        |

### Tono
El mixteco de Chalcatongo tiene tres niveles de tono: alto, medio y bajo. También tiene tonos de contorno. Por ejemplo:
yáá 'blanco'
yaa 'lengua'
yàà 'música'

### Sílaba
La estructura básica de las sílabas es (C)CV. Es muy común la construcción de grupos consonánticos con sC.